# 베르텔스만 뮤직 그룹
베르텔스만 뮤직 그룹(Bertelsmann Music Group)은 베르텔스만 산하에 있던 음악 영상 그룹이다.

## 자회사
- RCA 뮤직 그룹
  - RCA 레코드
    - RCA 빅터 레코드

  - 아리스타 레코드
  - J 레코드
    - 어셔
- 아리스타 내슈빌
- 베르텔스만 뮤직 그룹
- 좀바 레이블 그룹
  - 라페이스 레코드
  - 자이브 레코드
  - X-셀 레코드

## 같이 보기
- RCA 레코드